# Celestino Rosatelli
Celestino Rosatelli (8 de abril de 1885 - †23 de septiembre de 1945) fue un ingeniero aeronáutico italiano.

## Biografía
Nació en Belmonte Sabina, cerca de Rieti, hijo de Bernardino Rosatelli y Apollonia Santini. Sus padres notaron sus brillantes habilidades matemáticas y pudieron apoyar sus estudios. Enviado a Roma para estudiar ingeniería, se graduó en 1910. Posteriormente, desde 1918 a 1942 trabajó y diseñó aviones para la firma Fiat Aviazione radicada en Turín.

## Primeros años
Habiendo notado las brillantes aptitudes para las matemáticas de su hijo, los padres lo apoyaron en sus estudios. Asistió a la Escuela Industrial de Roma y su rendimiento académico fue tal que le fue concedida una beca de 500 liras anuales. Dando clases particulares de matemáticas logró ingresar y costearse los estudios en la Regia Scuola di Ingegneria en Roma, donde obtuvo su título en Ingeniería Civil con las mejores calificaciones el 31 de octubre de 1910, presentando una tesis titulada: Progetto di un viadotto in ferro (Proyecto de un viaducto de hierro). En 1911 asistió a un curso de Teoría y Construcción de dirigibles en la Escuela de Construcción Aeronáutica, adscrito al batallón de especialistas del Genio militare del Regio Esercito en Roma, a cargo del ingeniero militar y experto en aerostación Rodolfo Verduzio. En ese mismo período se convirtió en profesor adjunto en Mecánica Aplicada a la Construcción, en la cátedra del profesor titular. Además de su pasión por los puentes, estaba interesado en los recientemente aparecidos aparatos voladores y en general por la navegación aérea. En 1915 con la entrada de Italia en la I Guerra Mundial se alistó en el ejército y fue asignado a la DTAM (Direzione Tecnica Aeronautica Militare) con el rango de teniente segundo.

## Años posteriores, 1916-1919
En 1916 colaboró en el proyecto de los ingenieros militares Umberto Savoja y R. Verduzio, de un nuevo caza cuyo prototipo fue construido en 1917 por la compañía Ansaldo como Ansaldo S.V.A. y que fue el comienzo de una serie de aviones de reconocimiento y caza. Su reputación como diseñador comenzó a llamar la atención de las industrias de aviación italiana, y el senador e industrial Giovanni Agnelli solicitó y obtuvo del Estado Mayor que se le asignara a la Dirección Técnica de la oficina de proyectos de la sección de construcción aeronáutica del gran grupo industrial FIAT, la Societa Italiana Aviazione S.I.A. , lo que ocurrió durante 1918 y en donde rápidamente se convirtió en su director. 
El primer proyecto realizado para la firma fue el biplano monomotor de reconocimiento Fiat R.2 seguido por el bombardero biplano Fiat B.R. en 1919, fecha en la que S.I.A. cambia su nombre a Fiat Aviazione .

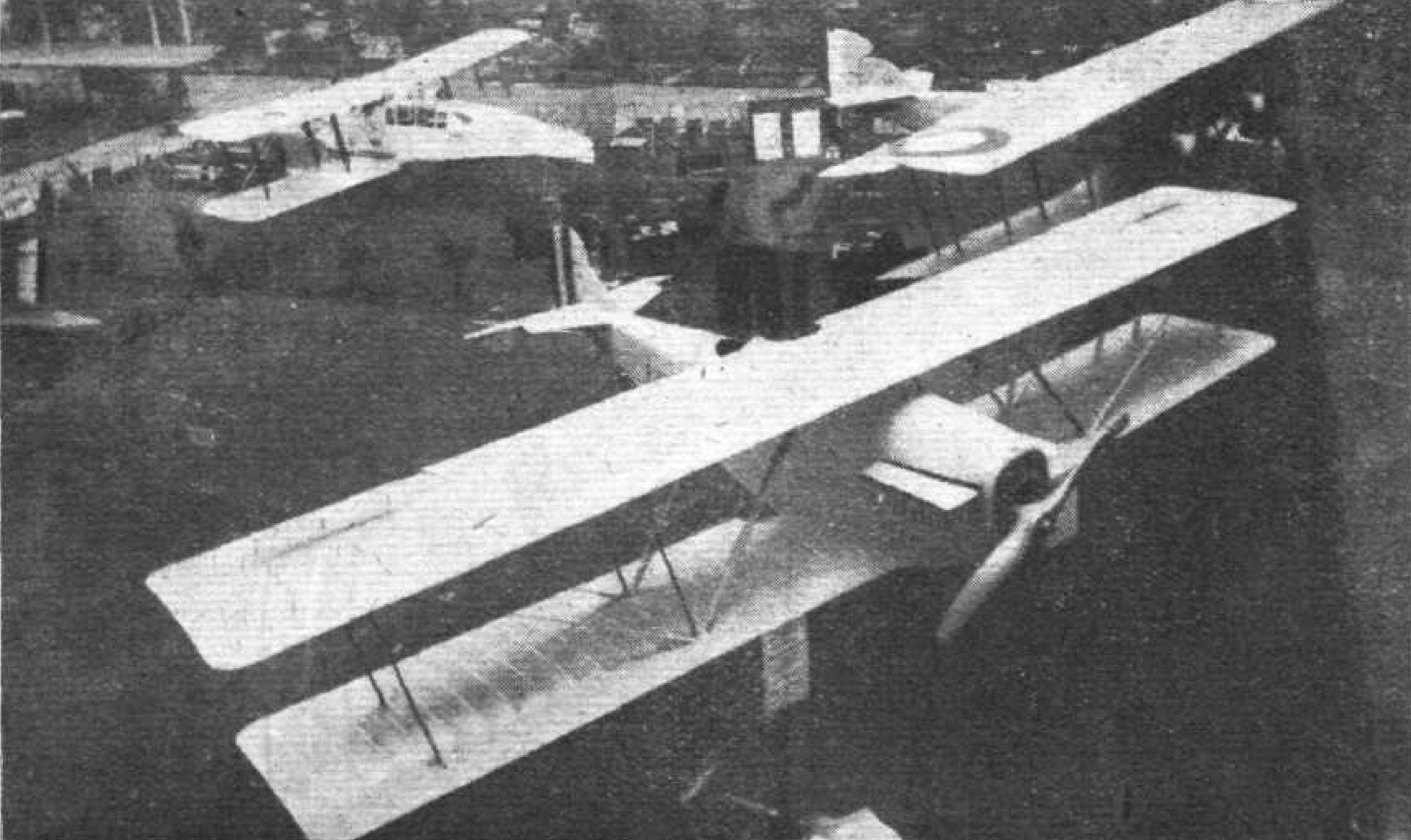
Fiat ARF en el Salon de l'Aéronautique de París 1919

Para poder optar al el premio de 10000 libras ofrecidas por el periódico británico Daily Mail  destinado al piloto en realizar por primera vez el cruce aéreo entre Inglaterra y los Estados Unidos, en 1919, diseñó y creó el Fiat A.R.F. (de Atlántico Rosatelli - Fiat), un gran biplano biplaza monomotor derivado de B.R y propulsado con el nuevo y potente motor V12 en línea Fiat A.14 de 725 hp y con una autonomía de vuelo de más de 5000 km; La dirección de Fiat, que no quería ser excluida de la carrera atlántica, autorizó la construcción de tres aviones; sin embargo, la preparación de los aviones no pudo concluirse antes de que los pilotos británicos  Alcock y Brown quienes entre el 14 y el 15 de junio de 1919 volaron desde Canadá a Irlanda a bordo de un biplano Vickers Vimy lo consiguieran. 

## Periodo años entreguerras a los cuarenta
Entre 1923 y 1942, diseñó y fueron construidos numerosos tipos de aviones, además de algunos que no entraron en producción; entre los primeros, cabe destacar el Fiat A.120 Ady de 1925, un monoplano de ala de parasol de reconocimiento, del que un ejemplar venció en la competición internacional para aviones militares Coupe Bibescu de 1931 alcanzando una velocidad media de 252,3 km/h.
En 1927, Rosatelli se convirtió en miembro de la Junta Directiva del Aero Club Torino durante la presidencia del Conde Carlo Nicolis di Robilant y la vicepresidencia del Dr. Edoardo Agnelli.
En 1928 diseñó el pequeño monoplaza de ala en parasol de turismo y entrenamiento Fiat AS.1 que tuvo una enorme popularidad entre los pilotos deportivos y que fue seleccionado por la Regia Aeronautica como avión de enlace y entrenamiento de pilotos de la reserva. Con este avión, con una producción de 500 ejemplares, considerada muy elevada para la época, se consiguieron establecer nuevos récords mundiales de distancia y autonomía para aviones de turismo y de altura para hidroaviones de turismo.
Con el hidroavión de competición Fiat C.29 diseñado en 1928 destinado a participar en el prestigioso Trofeo Schneider , Rosatelli intentó sin demasiado éxito (ni tiempo), competir al lado de los ejemplares de la prestigiosa firma Aeronautica Macchi diseñados por el destacado Mario Castoldi y aunque, uno de ellos se incorporó al equipo italiano como aparato de reserva, no llegó a participar.

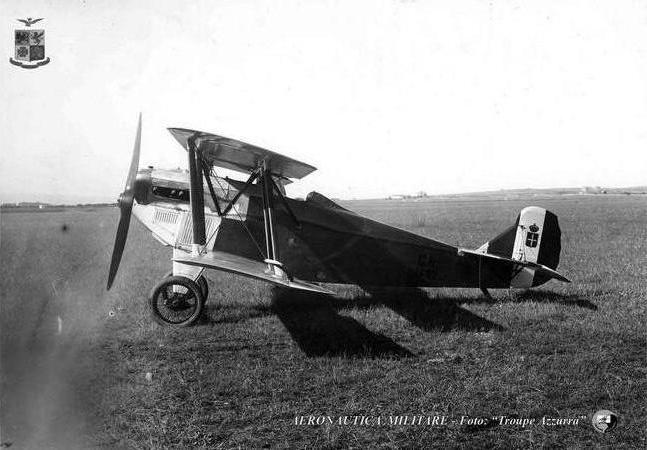
Fiat CR.1

A partir de 1923 Rosatelli creó la exitosa, avanzada técnicamente y muy apreciada familia de biplanos de caza CR (Caccia Rosatelli)  y de los que se produjeron importantes series, tanto para el Corpo Aeronautico militare (más tarde Regia Aeronautica) como para la exportación, siendo vendidos sus modelos a las fuerzas aéreas de Austria, Bélgica, China, Hungría, Lituania, Paraguay, Suecia y Venezuela. 
Rosatelli comenzó diseñando en 1923 el caza Fiat CR.1 con 240 ejemplares producidos, el Fiat CR.20 de 1926 (más de 700 ejemplares), donde abandonó el concepto de cubierta de lona y estructura de madera para convertirse en el primer avión italiano con fuselaje metálico. Su alto rendimiento dio origen al equipo acrobático militar comandado por Rino Corso Fougier en el aeródromo de Campoformido cerca de Udine.
En 1934 diseña el precursor Fiat CR.30 de que derivó el muy conocido Fiat CR.32 (1212 unidades) y, terminando con el Fiat CR.42 (± 1800 unidades) en 1939. Asimismo, en el campo del diseño de bombarderos destaca por su número de producción (513) el bombardero medio bimotor Fiat BR.20 .
Murió en Turín, justo después del final de la Segunda Guerra Mundial, el 23 de septiembre de 1945. A pesar del difícil momento y su avanzada edad, el senador Giovanni Agnelli quiso rendir personalmente su homenaje al brillante ingeniero aeronáutico. Una calle y un Instituto de Educación Superior en Rieti están dedicados a él, así como un jardín de infancia en Belmonte in Sabina.

## Proyectos
| Fiat A.120 Ady (1926) - Monoplano monoplaza de reconocimientoFiat APR.2 (1935) - Monoplano bimotor comercialFiat A.R.F. (1920) - Biplano monomotor de gran autonomíaFiat AS.1 (1928) - Biplaza de turismo y entrenamientoFiat B.R. (1919) - Biplano biplaza de bombardeoFiat BR.20 (1936) - Bombardero medio bimotorFiat BRG (1931) - Bombardero pesado trimotorFiat C.29 (1929) - Hidroavión monoplaza de competiciónFiat CR.1 (1924) - Biplano monoplaza de caza | Fiat CR.10 (1925) - Biplano monoplaza de cazaFiat CR.20 (1926) - Biplano monoplaza de cazaFiat CR.25 (1937) - Bimotor reconocimiento / Caza de escolta de largo alcanceFiat CR.30 (1932) - Biplano monoplaza de cazaFiat CR.32 (1933) - Biplano monoplaza de cazaFiat CR.42 (1938) - Biplano monoplaza de cazaFiat R.2 (1918) - Biplano biplaza de reconocimientoFiat R.22 (1926) - Biplano biplaza de reconocimientoFiat R.700 (1920) - Biplano biplaza de competición |